# Tuman
Tuman (kor. 두만강, Tuman-gang; chiń. upr. 图们江; pinyin Túmén Jiāng; ros. Туманная, Tumannaja) – rzeka we wschodniej Azji, wyznaczająca wschodnią część granicy Korei Północnej najpierw z Chinami, a następnie, od trójstyku granic Korei, Chin i Rosji, z Rosją.
Rzeka ma swoje źródło na szczycie Pektu-san, uchodzi do Morza Japońskiego. Jej długość wynosi 521 km, przy czym żeglowna jest na długości 85 km. Powierzchnia dorzecza wynosi 10 513 km². Główne miasta nad Tuman-gang to Hoeryŏng i Onsŏng w Korei Północnej oraz Tumen w Chinach.
Nazwa rzeki pochodzi od mongolskiego słowa tümen, oznaczającego oddział liczący 10 000 wojowników. ponieważ rzeka nie posiada jednego jednoznacznego biegu, a na znacznym obszarze znajdują się liczne (tysiące) cieki wodne, które łącznie były określane nazwą Tuman.
Od nazwy rzeki wywodzi się finansowany przez ONZ ekonomiczny projekt rozwoju jej regionu rozpoczęty na początku lat 90. XX wieku przez Chiny, Rosję, Mongolię oraz Koreę Południową – Tumen River Area Development Programme.
Rzeka stanowi jedyne połączenie wodne Chin z Morzem Japońskim, jednocześnie na odcinku ostatnich ok. 20 km, stanowi granicę między Koreą Północną a Rosją, co blokuje Chinom dostęp do tego morza. Jednocześnie Rosja odmawia dotąd udrożnienia tego odcinka cieku, obawiając się utraty kontroli nad ruchem chińskich jednostek.